# Nijaz Il'jasov
Nijaz Anvarovič Il'jasov (in russo Нияз Анварович Ильясов?; Batajsk, 10 agosto 1995) è un judoka russo.

## Palmarès
- Giochi olimpici

Tokyo 2020: bronzo nei 100 kg.
- Mondiali

Baku 2018: bronzo nei 100 kg.
Tokyo 2019: argento nei 100 kg.
- Mondiali juniores

Fort Lauderdale 2014: argento nei 100 kg.
Abu Dhabi 2015: oro nei 100 kg.
- Europei Under 23

Tel Aviv 2016: bronzo nei 100 kg.
Podgorica 2017: bronzo nei 100 kg.
- Europei juniores

Bucarest 2014: oro nei 100 kg.
Oberwart 2015: bronzo nei 100 kg.

### Vittorie nel circuito IJF
| Data           | Località     | Paese   | Categoria  |
| -------------- | ------------ | ------- | ---------- |
| 18 marzo 2018  | Ekaterinburg | Russia  | Grand Slam |
| 29 luglio 2018 | Zagabria     | Croazia | Grand Prix |